# Setodes alexandros
Setodes alexandros is een schietmot uit de familie Leptoceridae. De soort komt voor in het Oriëntaals gebied.